# Petra Robnik
Petra Robnik (ur. 16 października 1984 w Blejskiej Dobravie) – słoweńska narciarka alpejska, olimpijka, trzykrotna medalistka zimowej uniwersjady, czterokrotna mistrzyni kraju.

## Przebieg kariery
Po raz pierwszy na arenie międzynarodowej pojawiła się 1 grudnia 1999 roku w St. Vigilio, gdzie w zawodach FIS nie ukończyła pierwszego przejazdu w slalomie. W 2003 roku wystartowała na mistrzostwach świata juniorów w Briançonnais, zajmując 25. miejsce w supergigancie i 42. miejsce w zjeździe. Podczas rozgrywanych rok później mistrzostw świata juniorów w Mariborze w tych samych konkurencjach zajęła odpowiednio 27. i 29. miejsce.
W Pucharze Świata zadebiutowała 25 stycznia 2004 roku w Mariborze, jednak nie ukończyła pierwszego przejazdu slalomu i nie została sklasyfikowana. Pierwsze w karierze punkty do klasyfikacji generalnej cyklu wywalczyła 20 stycznia 2006 roku w Sankt Moritz, plasując się na 23. miejscu w supergigancie. Punkty Pucharu Świata zdobyła jeszcze sześciokrotnie, najlepszym miejscem osiągniętym przez nią w zawodach tej rangi było ósme miejsce w marcu 2007 roku w Tarvisio w superkombinacji. W sezonie 2007/2008 zajęła 82. miejsce w klasyfikacji generalnej.
W 2006 roku wystąpiła na igrzyskach olimpijskich w Turynie, zajmując 29. miejsce w supergigancie, 25. w zjeździe i 21. miejsce w kombinacji. Rok później uczestniczyła w mistrzostwach świata w Åre, gdzie zajęła 11. miejsce w superkombinacji, 27. w supergigancie, 30. w zjeździe i 31. w slalomie.
W 2007 roku zdobyła trzy medale uniwersjady w Turynie – srebrny w kombinacji oraz brązowe w slalomie i supergigancie.
Czterokrotnie została mistrzynią Słowenii w konkurencjach alpejskich. W 2006 i 2009 roku zdobyła po dwa tytuły mistrzyni kraju, zwyciężając w slalomie i zjeździe.

## Osiągnięcia

### Igrzyska olimpijskie
| Miejsce | Dzień     | Rok  | Miejscowość | Konkurencja | Czas biegu | Strata | Zwyciężczyni         |
| ------- | --------- | ---- | ----------- | ----------- | ---------- | ------ | -------------------- |
| 25.     | 15 lutego | 2006 | Turyn       | Zjazd       | 1:56,49    | +3,17  | Michaela Dorfmeister |
| 21.     | 18 lutego | 2006 | Turyn       | Kombinacja  | 2:51,08    | +6,32  | Janica Kostelić      |
| 29.     | 20 lutego | 2006 | Turyn       | Supergigant | 1:32,47    | +2,63  | Michaela Dorfmeister |

### Mistrzostwa świata
| Miejsce | Dzień     | Rok  | Miejscowość | Konkurencja     | Czas biegu | Strata | Zwyciężczyni    |
| ------- | --------- | ---- | ----------- | --------------- | ---------- | ------ | --------------- |
| 27.     | 6 lutego  | 2007 | Åre         | Supergigant     | 1:18,85    | +3,34  | Anja Pärson     |
| 11.     | 9 lutego  | 2007 | Åre         | Superkombinacja | 1:57,69    | +3,20  | Anja Pärson     |
| 30.     | 11 lutego | 2007 | Åre         | Zjazd           | 1:26,89    | +3,62  | Anja Pärson     |
| 31.     | 16 lutego | 2007 | Åre         | Slalom          | 1:43,91    | +6,60  | Šárka Strachová |

### Mistrzostwa świata juniorów
| Miejsce | Dzień     | Rok  | Miejscowość  | Konkurencja | Czas biegu | Strata | Zwyciężczyni            |
| ------- | --------- | ---- | ------------ | ----------- | ---------- | ------ | ----------------------- |
| 42.     | 4 marca   | 2003 | Briançonnais | Zjazd       | 1:12,23    | +3,84  | Tamara Wolf             |
| 25.     | 5 marca   | 2003 | Briançonnais | Supergigant | 1:20,02    | +3,34  | Julia Mancuso           |
| DNF1    | 7 marca   | 2003 | Briançonnais | Slalom      | 1:38,53    | –      | Michaela Kirchgasser    |
| DNF1    | 8 marca   | 2003 | Briançonnais | Gigant      | 2:05,70    | –      | Jessica Lindell-Vikarby |
| 29.     | 10 lutego | 2004 | Maribor      | Zjazd       | 1:12,23    | +3,14  | Maria Riesch            |
| 27.     | 12 lutego | 2004 | Maribor      | Supergigant | 1:26,79    | +2,48  | Nadia Fanchini          |
| DNF2    | 15 lutego | 2004 | Maribor      | Slalom      | 1:40,73    | -      | Kathrin Zettel          |

### Puchar Świata

#### Miejsca w klasyfikacji generalnej
- sezon 2003/2004: -
- sezon 2004/2005: -
- sezon 2005/2006: 94.
- sezon 2006/2007: 92.
- sezon 2007/2008: 82.
- sezon 2008/2009: -
- sezon 2009/2010: -

#### Miejsca na podium
Robnik nie stanęła na podium zawodów PŚ.

### Uniwersjada
- 2005 Innsbruck (AUT) – nie ukończyła (zjazd), nie ukończyła (supergigant)[9]
- 2007 Turyn (ITA) – srebrny medal (kombinacja)[1], brązowy medal (supergigant), brązowy medal (slalom), 17. miejsce (slalom gigant)[9]